# Banksieae
Banksieae es una tribu de plantas de la familia Proteaceae que tiene los siguientes géneros.

## Distribución
Una tribu de cuatro géneros casi totalmente confinada a Australia, con una especie que se extiende a Nueva Guinea y las islas Aru. 

## Géneros
- Austromuellera -
- Banksia -
- †Banksieaeformis -
- †Bankieaeidites -
- †Banksieaephyllum -
- Dryandra -
- Musgravea